# IK Cyrus
IK Cyrus, tidigare IK Cyrus T/S, är en handbollsklubb från Jönköping, ursprungligen bildad 1929. År 1992 slogs föreningen HK Tord/Södra ihop med IK Cyrus och bildade IK Cyrus T/S. HK Tord/Södra hade bildats 1979, då handbollssektionerna i IK Tord och Jönköpings Södra IF gick samman. Från hösten 2009 heter föreningen endast IK Cyrus. Föreningen spelar sina matcher i Jönköpings idrottshus. 
Herrlagets hittills bästa placering är en åttondeplats i Allsvenskan 2005. Säsongen 2010/2011 spelade laget i division 1.